# Portal Tomb von Rathkenny

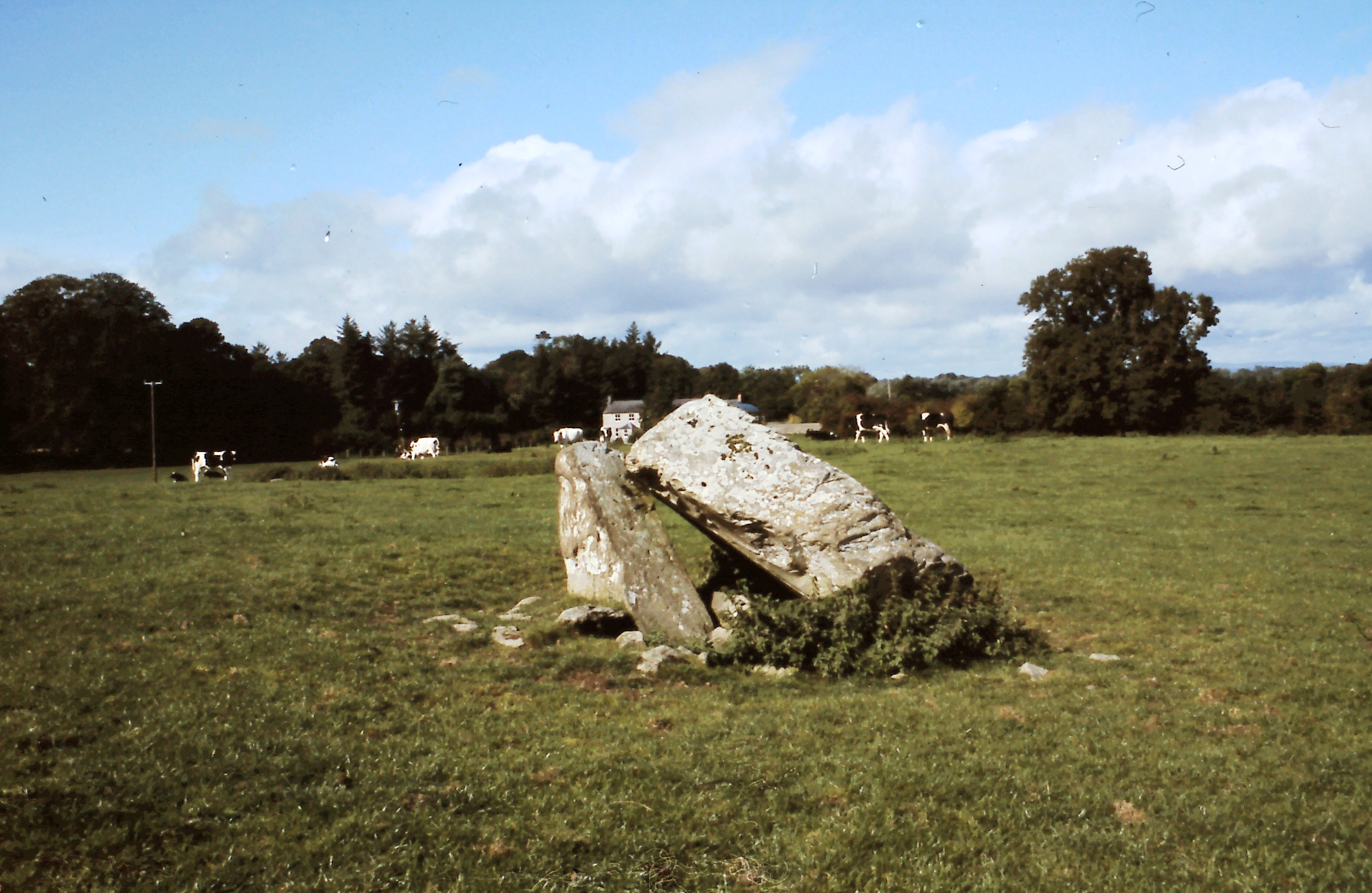
Portal Tomb von Rathkenny

Das Portal Tomb von Rathkenny (lokal auch als „Druids Altar“ bekannt) liegt im Weideland östlich von Rathkenny House nördlich von Rathkenny (irisch Ráth Cheannaigh) bei Nobber. Es ist eines von nur zwei Portal Tombs im County Meath in Irland (das andere ist das noch weitgehender zerstörte Portal Tomb von Ervey (Meath)). Als Portal Tombs werden auf den Britischen Inseln Megalithanlagen bezeichnet, bei denen zwei gleich hohe, aufrecht stehende Steine mit einem Türstein dazwischen, die Vorderseite einer Kammer bilden, die mit einem zum Teil gewaltigen Deckstein bedeckt ist.
Es besteht aus einem großen schräg auf dem Boden aufliegenden 3,25 m langen, 2,55 m breiten und 0,85 m dicken Deckstein, der gegen den einzigen aufrecht stehenden Stein, und einzigen erhaltenen Orthostaten lehnt. Die Unterseite des auf 20 Tonnen geschätzten Decksteins und die Nordseite des Orthostaten sind mit eingepickten Bögen und Schälchen (englisch cups) versehen. In seinem Buch „The Dolmens of Ireland“ (deutsch „Die Dolmen von Irland“) von 1897 berichtet William Copeland Borlase über das Grab und zitiert George Victor Du Noyers (1803–1869) Angaben zu den Felsritzungen.